# Albrecht z Brunszwiku-Wolfenbüttel
Albrecht z Brunszwiku-Wolfenbüttel lub Albert von Braunschweig-Lueneburg, niem. Albrecht von Braunschweig-Wolfenbüttel (ur. 4 maja 1725 w Brunszwiku, zm. 30 września 1745 w pod Soor) – książę z Brunszwiku-Wolfenbüttel-Lüneburg-Bevern, pruski generał.

## Życiorys

### Pochodzenie

#### Rodzice
Albrecht z Brunszwiku-Wolfenbüttel był synem Ferdynanda Albrechta II z Brunszwiku-Lüneburga oraz Antoniny Amalii z Brunszwiku-Blankenburg, a zatem po obu rodzicach potomkiem niemieckiego rodu królewskiego – Welfów. Jego matka była siostrą Szarloty Krystyny (żony zmarłego za młodu carewicza Aleksego) i równocześnie siostrą austriackiej cesarzowej Elżbiety Krystyny – żony Karola VI Habsburga. Tak więc Albrecht był przez swoją matkę kuzynem cara Piotra II Romanowa i przez siostrę ojca kuzynem cesarzowej Marii Teresy Austriackiej.

#### Rodzeństwo
Rodzice Albrechta mieli w sumie 15 dzieci, on sam zaś był ich dziesiątym szóstym synem:
1. najstarszy brat Karol – kolejny książę Brunszwiku
2. Antoni Ulryk – generalissimus carskiej armii, ojciec cara Ivana VI
3. Elżbieta – żona króla Prus Fryderyka II
4. Ludwik – feldmarszałek Austrii, kapitan generalny i regent Holandii, wybrany książę Kurlandii
5. August (zmarł jako niemowlę)
6. Fryderyka Albertyna (1719–1772)
7. Ferdynand – feldmarszałek pruski
8. Luiza – żona młodszego brata Fryderyka II i matka późniejszego króla Fryderyk Wilhelm II Pruskiego
9. Zofia – żona księcia Sachsen-Coburg-Saalfeld Ernesta Fryderyka.
10. Albrecht – pruski generałmajor
11. Szarlotta Krystyna Luiza (1725–1766) – dziekanka ewangelickiego klasztoru żeńskiego w Quedlinburgu
12. Teresa – przełożona świeckiego klasztoru w Gandersheim
13. Julianna – żona króla Danii Fryderyka V
14. Frydryk Wilhelm – (zmarł jako niemowlę)
15. Fryderyk Franciszek pruski generał-major.

### Kariera wojskowa
Jako pośledni syn księcia brunszwickiego Albrecht nie mając większych szans na sukcesję jeszcze jako nastolatek rozpoczął karierę wojskową. Wyśmienite powiązania rodzinne ułatwiły mu awanse oraz błyskotliwą choć krótką karierę. W 1738 objął stanowisko kapitana w regimencie grenadierów gwardii brunszwickiej dowodzonym wówczas przez jego starszego brata Ferdynanda. U jego boku wziął udział w walkach przeciw Turkom na Bałkanach. W październiku 1743 został mianowany kapitanem konnej gwardii królewskiej w Danii, a w 1744 uzyskał zgodę na przyłączenie się na ochotnika do walczącej w Niderlandach angielskiej armii generała Wade’a. Tam szybko awansował do rangi podpułkownika. W styczniu 1745 opuścił służbę duńską, by przejść oficjalnie do armii pruskiej. Tu objął komendę 39 regimentu fizylierów w randze generała-majora, idąc w ślady swego starszego brata Ferdynanda. Pułk ten stacjonował wówczas w Chojnie. 4 czerwca 1745 na czele regimentu wziął udział w zwycięskiej bitwie pod Hohenfriedebergiem, a następnie w bitwie pod Soor, gdzie poległ trafiony trzema kulami 30 września 1745.
Po jego śmierci dowództwo pułku przejął jego młodszy brat, Fryderyk Franciszek. Ciało zmarłego generała sprowadzono do ojczystego Brunszwiku i z inicjatywy jego najstarszego brata Karola, panującego księcia Brunszwiku, pochowano w tamtejszej katedrze 19 października 1745.

## Literatura
- Balthasar König, Anton: Biographisches Lexikon aller Helden und Militairpersonen. Tom 1
- Spehr, Ludwig Ferdinand: „Albrecht von Braunschweig” w: Allgemeine Deutsche Biographie 1 (1875), S. 264–265